# Vera – Ein ganz spezieller Fall/Episodenliste
Diese Episodenliste enthält alle Episoden der britischen Kriminalfilmreihe Vera – Ein ganz spezieller Fall, sortiert nach der britischen Erstausstrahlung. Die Fernsehreihe umfasst vierzehn Staffeln mit 56 Episoden.

## Übersicht
| Staffel | Episodenanzahl | Erstausstrahlung UK | Erstausstrahlung UK | Deutschsprachige Erstausstrahlung | Deutschsprachige Erstausstrahlung |
| Staffel | Episodenanzahl | Staffelpremiere     | Staffelfinale       | Staffelpremiere                   | Staffelfinale                     |
| ------- | -------------- | ------------------- | ------------------- | --------------------------------- | --------------------------------- |
| 1       | 4              | 1. Mai 2011         | 22. Mai 2011        | 11. März 2014                     | 1. April 2014                     |
| 2       | 4              | 22. April 2012      | 3. Juni 2012        | 6. Juli 2015                      | 27. Juli 2015                     |
| 3       | 4              | 25. August 2013     | 15. September 2013  | 3. August 2015                    | 24. August 2015                   |
| 4       | 4              | 27. April 2014      | 18. Mai 2014        | 1. Februar 2016                   | 22. Februar 2016                  |
| 5       | 4              | 5. April 2015       | 26. April 2015      | 29. Februar 2016                  | 21. März 2016                     |
| 6       | 4              | 31. Januar 2016     | 21. Februar 2016    | 28. August 2017                   | 18. September 2017                |
| 7       | 4              | 19. März 2017       | 9. April 2017       | 16. April 2018                    | 7. Mai 2018                       |
| 8       | 4              | 7. Januar 2018      | 28. Januar 2018     | 14. Juni 2019                     | 5. Juli 2019                      |
| 9       | 4              | 13. Januar 2019     | 3. Februar 2019     | 12. Juli 2019                     | 2. August 2019                    |
| 10      | 4              | 12. Januar 2020     | 2. Februar 2020     | 02. August 2025                   | 09. August 2025                   |
| 11      | 6              | 29. August 2021     | 22. Januar 2023     |                                   |                                   |
| 12      | 5              | 29. Januar 2023     | 26. Dezember 2023   |                                   |                                   |
| 13      | 3              | 7. Januar 2024      | 21. Januar 2024     |                                   |                                   |
| 14      | 2              | 1. Januar 2025      | 2. Januar 2025      |                                   |                                   |

## Staffel 1
Die Erstausstrahlung der ersten Staffel war vom 1. Mai bis zum 22. Mai 2011 auf dem britischen Fernsehsender ITV zu sehen. Die deutschsprachige Erstausstrahlung erfolgte vom 11. März bis zum 1. April 2014 auf ZDFneo.
| Nr. (ges.) | Nr. (St.) | Deutscher Titel            | Originaltitel  | Erstausstrahlung UK | Deutschsprachige Erstausstrahlung (D) | Regie            | Drehbuch      |
| ---------- | --------- | -------------------------- | -------------- | ------------------- | ------------------------------------- | ---------------- | ------------- |
| 1          | 1         | Verborgene Abgründe        | Hidden Depths  | 1. Mai 2011         | 11. März 2014                         | Adrian Shergold  | Paul Rutman   |
| 2          | 2         | Schatten der Vergangenheit | Telling Tales  | 8. Mai 2011         | 18. März 2014                         | Peter Hoar       | Paul Rutman   |
| 3          | 3         | Heiliger Boden             | The Crow Trap  | 15. Mai 2011        | 25. März 2014                         | Farren Blackburn | Stephen Brady |
| 4          | 4         | Lebenslügen                | Little Lazarus | 22. Mai 2011        | 1. Apr. 2014                          | Paul Whittington | Paul Rutman   |

## Staffel 2
Die Erstausstrahlung der zweiten Staffel war vom 22. April bis zum 3. Juni 2012 auf dem britischen Fernsehsender ITV zu sehen. Die deutschsprachige Erstausstrahlung erfolgte vom 6. Juli bis zum 27. Juli 2015 auf ZDFneo. Die Staffelfolgen 3 und 4 wurden auf ZDFneo in vertauschter Reihenfolge ausgestrahlt.
| Nr. (ges.) | Nr. (St.) | Deutscher Titel | Originaltitel       | Erstausstrahlung UK | Deutschsprachige Erstausstrahlung (D) | Regie            | Drehbuch     |
| ---------- | --------- | --------------- | ------------------- | ------------------- | ------------------------------------- | ---------------- | ------------ |
| 5          | 1         | Phantomschmerz  | The Ghost Position  | 22. Apr. 2012       | 6. Juli 2015                          | Peter Hoar       | Paul Rutman  |
| 6          | 2         | Stummer Schrei  | Silent Voices       | 29. Apr. 2012       | 13. Juli 2015                         | Paul Whittington | Gaby Chiappe |
| 7          | 3         | Brückenschlag   | A Certain Samaritan | 20. Mai 2012        | 27. Juli 2015                         | Ed Bazalgette    | Paul Rutman  |
| 8          | 4         | Sprengfallen    | Sandancers          | 3. Juni 2012        | 20. Juli 2015                         | Julian Holmes    | Colin Teevan |

## Staffel 3
Die Erstausstrahlung der dritten Staffel war vom 25. August bis zum 15. September 2013 auf dem britischen Fernsehsender ITV zu sehen. Die deutschsprachige Erstausstrahlung erfolgte vom 3. August bis zum 24. August 2015 auf ZDFneo. Die Staffelfolgen 1 und 2 wurden auf ZDFneo in vertauschter Reihenfolge ausgestrahlt.
| Nr. (ges.) | Nr. (St.) | Deutscher Titel         | Originaltitel      | Erstausstrahlung UK | Deutschsprachige Erstausstrahlung (D) | Regie               | Drehbuch                   |
| ---------- | --------- | ----------------------- | ------------------ | ------------------- | ------------------------------------- | ------------------- | -------------------------- |
| 9          | 1         | Luftschlösser           | Castles in the Air | 25. Aug. 2013       | 10. Aug. 2015                         | Will Sinclair       | Paul Rutman & Gaby Chiappe |
| 10         | 2         | Die verlorene Schwester | Poster Child       | 1. Sep. 2013        | 3. Aug. 2015                          | Paul Cotter         | Paul Rutman                |
| 11         | 3         | Schuld und Sühne        | Young Gods         | 8. Sep. 2013        | 17. Aug. 2015                         | Dusan Lazarevic     | Gaby Chiappe               |
| 12         | 4         | Der verlorene Sohn      | Prodigal Son       | 15. Sep. 2013       | 24. Aug. 2015                         | Thaddeus O’Sullivan | Marston Bloom              |

## Staffel 4
Die Erstausstrahlung der vierten Staffel war vom 27. April bis zum 18. Mai 2014 auf dem britischen Fernsehsender ITV zu sehen. Die deutschsprachige Erstausstrahlung erfolgte vom 1. Februar bis zum 22. Februar 2016 auf ZDFneo.
| Nr. (ges.) | Nr. (St.) | Deutscher Titel     | Originaltitel         | Erstausstrahlung UK | Deutschsprachige Erstausstrahlung (D) | Regie               | Drehbuch       |
| ---------- | --------- | ------------------- | --------------------- | ------------------- | ------------------------------------- | ------------------- | -------------- |
| 13         | 1         | Alte Freunde        | On Harbour Street     | 27. Apr. 2014       | 1. Feb. 2016                          | Thaddeus O’Sullivan | Paul Rutman    |
| 14         | 2         | Familiengeheimnisse | Protected             | 4. Mai 2014         | 8. Feb. 2016                          | Daikin Marsh        | Martha Hillier |
| 15         | 3         | Tod im Moor         | The Deer Hunters      | 11. Mai 2014        | 15. Feb. 2016                         | Will Sinclair       | Steve Coombes  |
| 16         | 4         | Doppeltes Spiel     | Death Of a Family Man | 18. Mai 2014        | 22. Feb. 2016                         | David Richards      | Martha Hillier |

## Staffel 5
Die Erstausstrahlung der fünften Staffel war vom 5. April bis zum 26. April 2015 auf dem britischen Fernsehsender ITV zu sehen. Die deutschsprachige Erstausstrahlung erfolgte vom 29. Februar bis zum 21. März 2016 auf ZDFneo.
| Nr. (ges.) | Nr. (St.) | Deutscher Titel           | Originaltitel      | Erstausstrahlung UK | Deutschsprachige Erstausstrahlung (D) | Regie            | Drehbuch       |
| ---------- | --------- | ------------------------- | ------------------ | ------------------- | ------------------------------------- | ---------------- | -------------- |
| 17         | 1         | Schuldgefühle             | Changing Tides     | 5. Apr. 2015        | 29. Feb. 2016                         | Marek Losey      | Martha Hillier |
| 18         | 2         | Alte Wunden               | Old Wounds         | 12. Apr. 2015       | 7. März 2016                          | Daikin Marsh     | Martha Hillier |
| 19         | 3         | Der Tote im Jauche-Becken | Muddy Waters       | 19. Apr. 2015       | 14. März 2016                         | Stewart Svaasand | Glen Laker     |
| 20         | 4         | Vergeltung                | Shadows in the Sky | 26. Apr. 2015       | 21. März 2016                         | Will Sinclair    | Martha Hillier |

## Staffel 6
Die Erstausstrahlung der sechsten Staffel war vom 31. Januar bis zum 21. Februar 2016 auf dem britischen Fernsehsender ITV zu sehen. Die deutschsprachige Erstausstrahlung erfolgte vom 28. August bis zum 18. September 2017 auf ZDFneo.
| Nr. (ges.) | Nr. (St.) | Deutscher Titel | Originaltitel    | Erstausstrahlung UK | Deutschsprachige Erstausstrahlung (D) | Regie          | Drehbuch                               |
| ---------- | --------- | --------------- | ---------------- | ------------------- | ------------------------------------- | -------------- | -------------------------------------- |
| 21         | 1         | Rasend vor Wut  | Dark Road        | 31. Jan. 2016       | 28. Aug. 2017                         | Marek Losey    | Martha Hillier                         |
| 22         | 2         | Jahrmarktkinder | Tuesday’s Child  | 7. Feb. 2016        | 4. Sep. 2017                          | Jill Robertson | Glen Laker                             |
| 23         | 3         | Die Mottenfalle | The Moth Catcher | 14. Feb. 2016       | 11. Sep. 2017                         | Jamie Childs   | Paul Matthew Thompson                  |
| 24         | 4         | Familienbande   | The Sea Glass    | 21. Feb. 2016       | 18. Sep. 2017                         | Paul Gay       | Paul Matthew Thompson & Martha Hillier |

## Staffel 7
Die Erstausstrahlung der siebten Staffel war vom 19. März bis zum 9. April 2017 auf dem britischen Fernsehsender ITV zu sehen. Die deutschsprachige Erstausstrahlung erfolgte vom 16. April bis zum 7. Mai 2018 auf ZDFneo.
| Nr. (ges.) | Nr. (St.) | Deutscher Titel         | Originaltitel     | Erstausstrahlung UK | Deutschsprachige Erstausstrahlung (D) | Regie           | Drehbuch                               |
| ---------- | --------- | ----------------------- | ----------------- | ------------------- | ------------------------------------- | --------------- | -------------------------------------- |
| 25         | 1         | Natürliche Selektion    | Natural Selection | 19. März 2017       | 16. Apr. 2018                         | Jamie Childs    | Helen Jenkins                          |
| 26         | 2         | Schwarzer Engel         | Dark Angel        | 26. März 2017       | 23. Apr. 2018                         | Louise Hopper   | Paul Matthew Thompson                  |
| 27         | 3         | Gebrochenes Versprechen | Broken Promise    | 2. Apr. 2017        | 30. Apr. 2018                         | Lee Haven Jones | Robert Murphy                          |
| 28         | 4         | Landflucht              | The Blanket Mire  | 9. Apr. 2017        | 7. Mai 2018                           | John Hayes      | Paul Matthew Thompson & Martha Hillier |

## Staffel 8
Die Erstausstrahlung der achten Staffel war vom 7. Januar bis zum 28. Januar 2018 auf dem britischen Fernsehsender ITV zu sehen. Die deutschsprachige Erstausstrahlung erfolgte vom 14. Juni bis zum 5. Juli 2019 auf Sat.1 Gold.
| Nr. (ges.) | Nr. (St.) | Deutscher Titel        | Originaltitel  | Erstausstrahlung UK | Deutschsprachige Erstausstrahlung (D) | Regie           | Drehbuch              |
| ---------- | --------- | ---------------------- | -------------- | ------------------- | ------------------------------------- | --------------- | --------------------- |
| 29         | 1         | Eigen Fleisch und Blut | Blood and Bone | 7. Jan. 2018        | 14. Juni 2019                         | Paul Gay        | Paul Matthew Thompson |
| 30         | 2         | Taxi in den Tod        | Black Ice      | 14. Jan. 2018       | 21. Juni 2019                         | David Leon      | Martha Hillier        |
| 31         | 3         | Ein Zuhause            | Home           | 21. Jan. 2018       | 28. Juni 2019                         | Chris Baugh     | Paul Logue            |
| 32         | 4         | Dicht am Wasser        | Darkwater      | 28. Jan. 2018       | 5. Juli 2019                          | Lee Haven-Jones | Paul Matthew Thompson |

## Staffel 9
Die Erstausstrahlung der neunten Staffel war vom 13. Januar bis zum 9. Februar 2019 auf dem britischen Fernsehsender ITV zu sehen. Die deutschsprachige Erstausstrahlung erfolgte vom 12. Juli bis zum 2. August 2019 auf Sat.1 Gold.
| Nr. (ges.) | Nr. (St.) | Deutscher Titel    | Originaltitel | Erstausstrahlung UK | Deutschsprachige Erstausstrahlung (D) | Regie              | Drehbuch              |
| ---------- | --------- | ------------------ | ------------- | ------------------- | ------------------------------------- | ------------------ | --------------------- |
| 33         | 1         | Sie wusste zu viel | Blind Spot    | 13. Jan. 2019       | 12. Juli 2019                         | Paul Gay           | Paul Logue            |
| 34         | 2         | Tödlicher Stoff    | Cuckoo        | 20. Jan. 2019       | 19. Juli 2019                         | Lawrence Gough     | Paul Matthew Thompson |
| 35         | 3         | Die Bootsparty     | Cold River    | 27. Jan. 2019       | 26. Juli 2019                         | Carolina Giammetta | Martha Hillier        |
| 36         | 4         | Das „Seagull“      | The Seagull   | 3. Feb. 2019        | 2. Aug. 2019                          | Declan O’Dwyer     | Paul Matthew Thompson |

## Staffel 10
Die Erstausstrahlung der zehnten Staffel war vom 12. Januar bis zum 2. Februar 2020 auf dem britischen Fernsehsender ITV zu sehen. Die deutschsprachige Erstausstrahlung erfolgte vom 2. bis zum 9. August 2025 auf Sat.1 Gold.
| Nr. (ges.) | Nr. (St.) | Deutscher Titel  | Originaltitel       | Erstausstrahlung UK | Deutschsprachige Erstausstrahlung (D) | Regie              | Drehbuch              |
| ---------- | --------- | ---------------- | ------------------- | ------------------- | ------------------------------------- | ------------------ | --------------------- |
| 37         | 1         | Blutsbande       | Blood Will Tell     | 12. Jan. 2020       | 2. Aug. 2025                          | Paul Gay           | Paul Logue            |
| 38         | 2         | Plötzlich Eltern | Parent Not Expected | 19. Jan. 2020       | 2. Aug. 2025                          | Rob Evans          | Colette Kane          |
| 39         | 3         | Schmutzig        | Dirty               | 26. Jan. 2020       | 9. Aug. 2025                          | Delyth Thomas      | Sally Abbott          |
| 40         | 4         | Falsch gewettet  | The Escape Turn     | 2. Feb. 2020        | 9. Aug. 2025                          | Carolina Giammetta | Paul Matthew Thompson |

## Staffel 11
Die Erstausstrahlung der elften Staffel war vom 29. August 2021 bis zum 22. Januar 2023 auf dem britischen Fernsehsender ITV zu sehen.
| Nr. (ges.) | Nr. (St.) | Deutscher Titel | Originaltitel          | Erstausstrahlung UK | Deutschsprachige Erstausstrahlung (D) | Regie             | Drehbuch              |
| ---------- | --------- | --------------- | ---------------------- | ------------------- | ------------------------------------- | ----------------- | --------------------- |
| 41         | 1         | -               | Witness                | 29. Aug. 2021       | -                                     | Paul Gay          | Paul Logue            |
| 42         | 2         | -               | Recovery               | 5. Sep. 2021        | -                                     | Christiana Ebohon | Colette Kane          |
| 43         | 3         | -               | Tyger Tyger            | 9. Jan. 2022        | -                                     | Paul Gay          | Paul Matthew Thompson |
| 44         | 4         | -               | As the Crow Flies      | 16. Jan. 2022       | -                                     | Waris Islam       | Sally Abbott          |
| 45         | 5         | -               | Vital Signs            | 15. Jan. 2023       | -                                     | Rob Evans         | Paul Logue            |
| 46         | 6         | -               | The Way the Wind Blows | 22. Jan. 2023       | -                                     | Chris Foggin      | Michael Bhim          |

## Staffel 12
Die Erstausstrahlung der zwölften Staffel war vom 29. Januar bis zum 26. Dezember 2023 auf dem britischen Fernsehsender ITV zu sehen.
| Nr. (ges.) | Nr. (St.) | Deutscher Titel | Originaltitel        | Erstausstrahlung UK | Deutschsprachige Erstausstrahlung (D) | Regie             | Drehbuch     |
| ---------- | --------- | --------------- | -------------------- | ------------------- | ------------------------------------- | ----------------- | ------------ |
| 47         | 1         | -               | Against the Tide     | 29. Jan. 2023       | -                                     | William Sinclair  | Lucia Haynes |
| 48         | 2         | -               | For the Grace of God | 5. Feb. 2023        | -                                     | Claire Winyard    | Sally Abbott |
| 49         | 3         | -               | Blue                 | 12. Feb. 2023       | -                                     | Khurrum M. Sultan | Paul Logue   |
| 50         | 4         | -               | The Darkest Evening  | 19. Feb. 2023       | -                                     | Paul Gay          | Colette Kane |
| 51         | 5         | -               | The Rising Tide      | 26. Dez. 2023       | -                                     | Paul Gay          | Sally Abbott |

## Staffel 13
Die Erstausstrahlung der dreizehnten Staffel war vom 7. bis zum 21. Januar 2024 auf dem britischen Fernsehsender ITV zu sehen.
| Nr. (ges.) | Nr. (St.) | Deutscher Titel | Originaltitel  | Erstausstrahlung UK | Deutschsprachige Erstausstrahlung (D) | Regie          | Drehbuch              |
| ---------- | --------- | --------------- | -------------- | ------------------- | ------------------------------------- | -------------- | --------------------- |
| 52         | 1         | -               | Fast Love      | 7. Jan. 2024        | -                                     | Claire Winyard | Paul Matthew Thompson |
| 53         | 2         | -               | Tender         | 14. Jan. 2024       | -                                     | Jermain Julien | Phil Mulryne          |
| 54         | 3         | -               | Salt & Vinegar | 21. Jan. 2024       | -                                     | Paul Gay       | Phil Mulryne          |

## Staffel 14
Die Erstausstrahlung der vierzehnten Staffel war am 1. und am 2. Januar 2025 auf dem britischen Fernsehsender ITV zu sehen.
| Nr. (ges.) | Nr. (St.) | Deutscher Titel | Originaltitel  | Erstausstrahlung UK | Deutschsprachige Erstausstrahlung (D) | Regie          | Drehbuch     |
| ---------- | --------- | --------------- | -------------- | ------------------- | ------------------------------------- | -------------- | ------------ |
| 55         | 1         | -               | Inside         | 1. Jan. 2025        | -                                     | Claire Winyard | Phil Mulryne |
| 56         | 2         | -               | The Dark Wives | 2. Jan. 2025        | -                                     | Paul Gay       | Phil Mulryne |